# خرس روسی

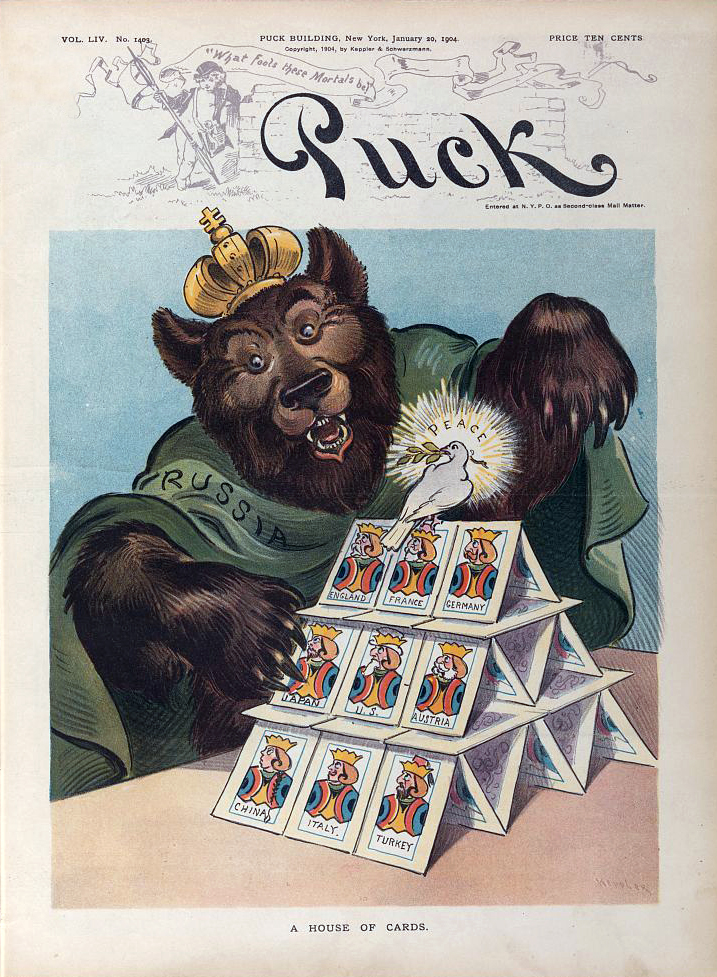
کارتون مطبوعاتی آمریکایی، ۱۹۰۴

خرس روسی (روسی: Русский медведь)، (به‌طور کلی یک خرس قهوه‌ای اوراسیایی) مورد استفاده در کارتون‌ها، مقالات و نمایشنامه‌ها، از اوایل قرن شانزدهم بر سر زبان‌ها افتاد و مربوط به امپراتوری روسیه و اتحاد جماهیر شوروی تا کنون است. این اسم غالباً توسط غربی‌ها استفاده می‌شد و در بعضی مواقع از این امر استفاده می‌شد که روسیه «بزرگ، خطرناک و دست و پا چلفتی» است (به کارتون قرن نوزدهم در زیر مراجعه کنید).

## تاریخچه
با این حال، تصویر خرس در مناسبت‌های مختلف (به ویژه در قرن بیستم) توسط خود روس‌ها نیز گرفته شده‌است. افزودن تصویر توله خرس " میشا " به عنوان شانس‌بیار در بازی‌های المپیک تابستانی ۱۹۸۰، نشانهٔ این بود که برای روس‌ها شانس می‌آورد.
روس‌ها خود از خرس به دلیل قدرت خام و حیله‌گر بودن آن قدردانی می‌کنند و خرس‌ها اغلب به عنوان پوشش یا به عنوان بخشی از یک طرح روی نشانی، مورد استفاده قرار می‌گیرند. از طرف دیگر، استفاده بیش از حد از تصویر خرس توسط خارجی‌ها که قبل از قرن بیستم از روسیه بازدید می‌کردند، منجر به این شد که تصویر خرس نوعی شوخی از خودی باشد؛ با بیان اینکه «خیابان‌های روسیه پر از خرس است» به عنوان نمونه‌ای از نادرست واقع شده‌است.
پس از فروپاشی اتحاد جماهیر شوروی، برخی حمایت‌ها در پارلمان روسیه به دلیل داشتن خرس به عنوان نشان ملی روسیه با پیشنهاد دهندگان اظهار که «روسیه به هر حال در جهان با خرس مشخص می‌شود».
بعداً، خرس به عنوان نشان حزب روسیه واحد، از اوایل دهه ۲۰۰۰ بر زندگی سیاسی در روسیه حاکم شد. به‌طور هم‌زمان، نام خانوادگی دیمیتری مدودف، رئیس‌جمهور روسیه که در سال ۲۰۰۸ انتخاب شد، صفت متعلق به медведь است: یعنی نام خانوادگی وی به معنای «خرس» است.
رونالد ریگان در تبلیغات انتخاباتی موفقیت‌آمیز خود در ۱۹۸۴، از حضور خرس در تبلیغ معروف " خرس در جنگل " استفاده کرد؛ که ادعا می‌کرد او وجود یک تهدید شوروی را به رسمیت می‌شناسد و طرف مقابلش وجود آن را انکار کرد.

## نگارخانه

### در روسیه

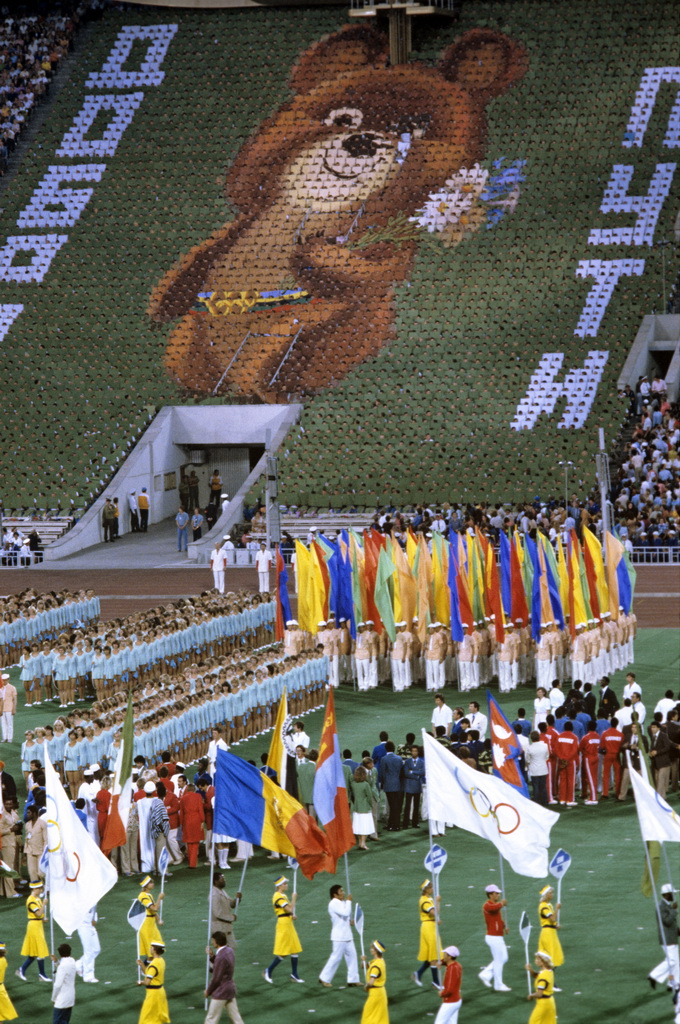
خرس عروسکی میشا ، شانس بیار المپیک مسکو (۱۹۸۰)
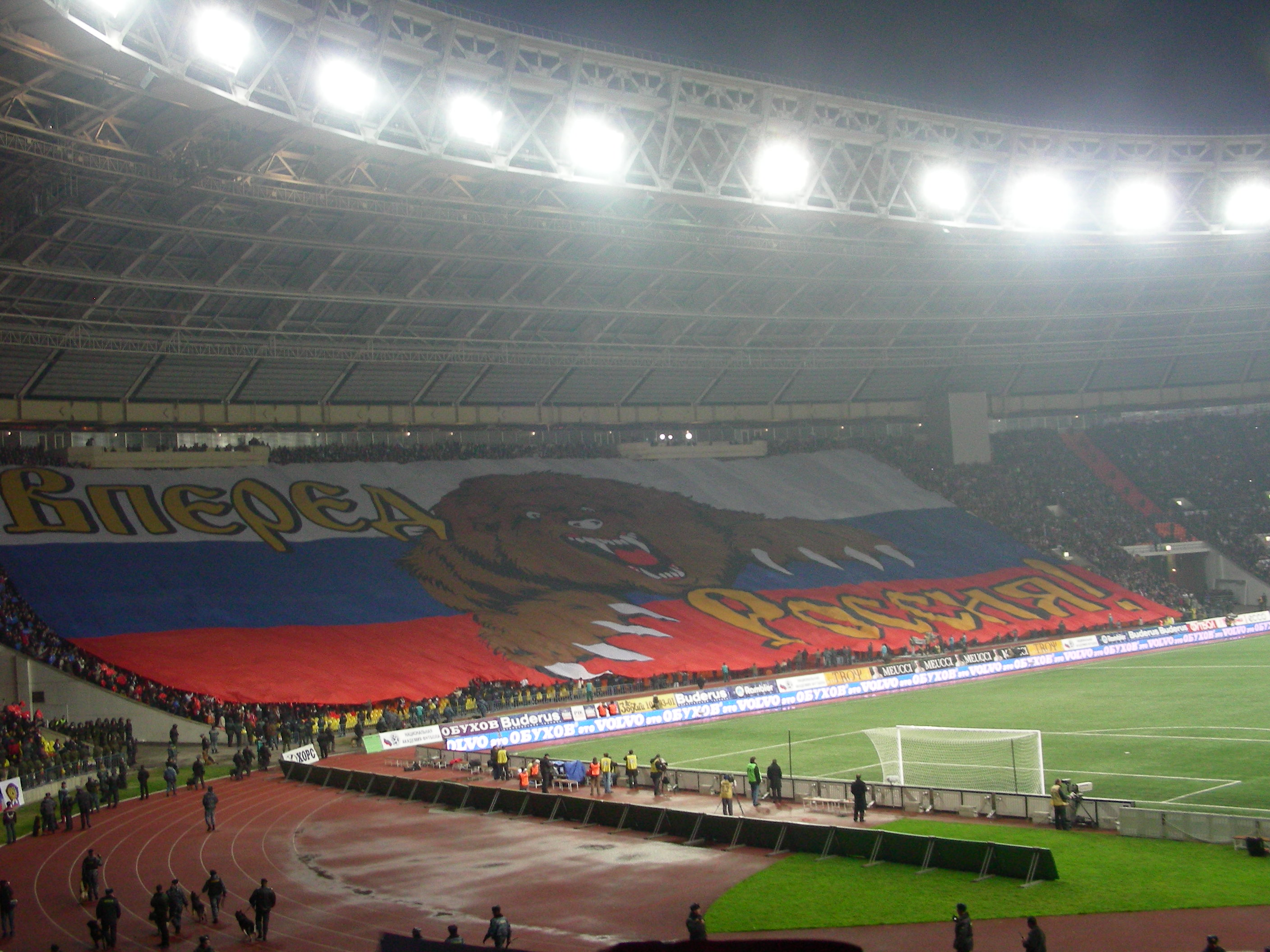
هواداران روسیه خرس روسی را در پس زمینه پرچم روسیه قرار داده‌اند. (می‌گوید: "برو روسیه را پیش ببر!").
پرچم شهر ولیکی نووگورود

### خارج روسیه

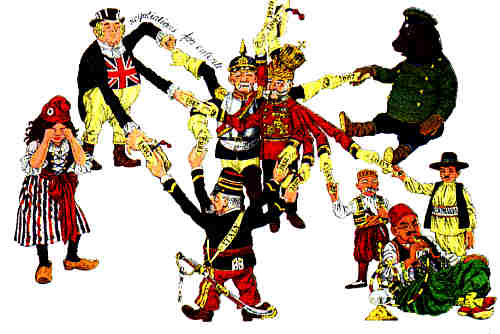
خرس روسی (در سمت راست نشسته) در بین قدرتهای اروپایی که بیسمارک به منظور منزوی کردن فرانسه در آن مستقر شده‌است.
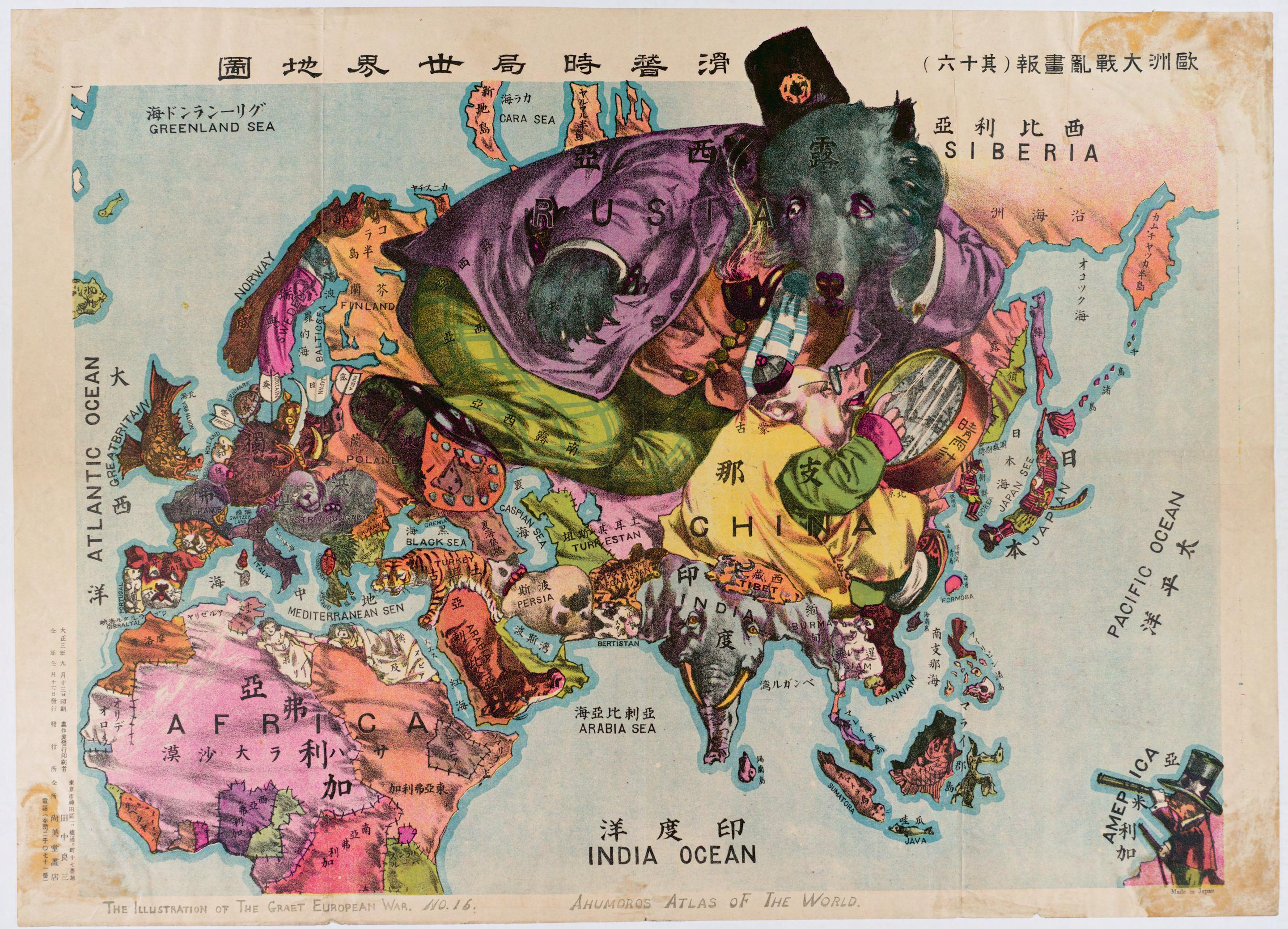
نقشه جهان که ر ژاپن ساخته شده به طور طنز آمیزی روسیه را به عنوان یک خرس بزرگ نشان می‌دهد
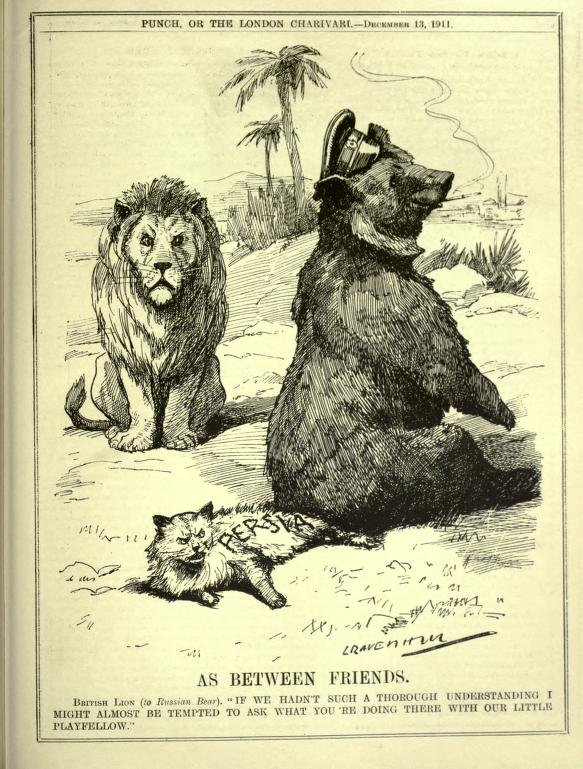
کارتونی از مجله طنز انگلیسی پانچ . با خرس روسی که روی دم گربه ایرانی نشسته‌است و شیر بریتانیایی نگاه می‌کند ، مرحله ای از بازی بزرگ را نشان می‌دهد .
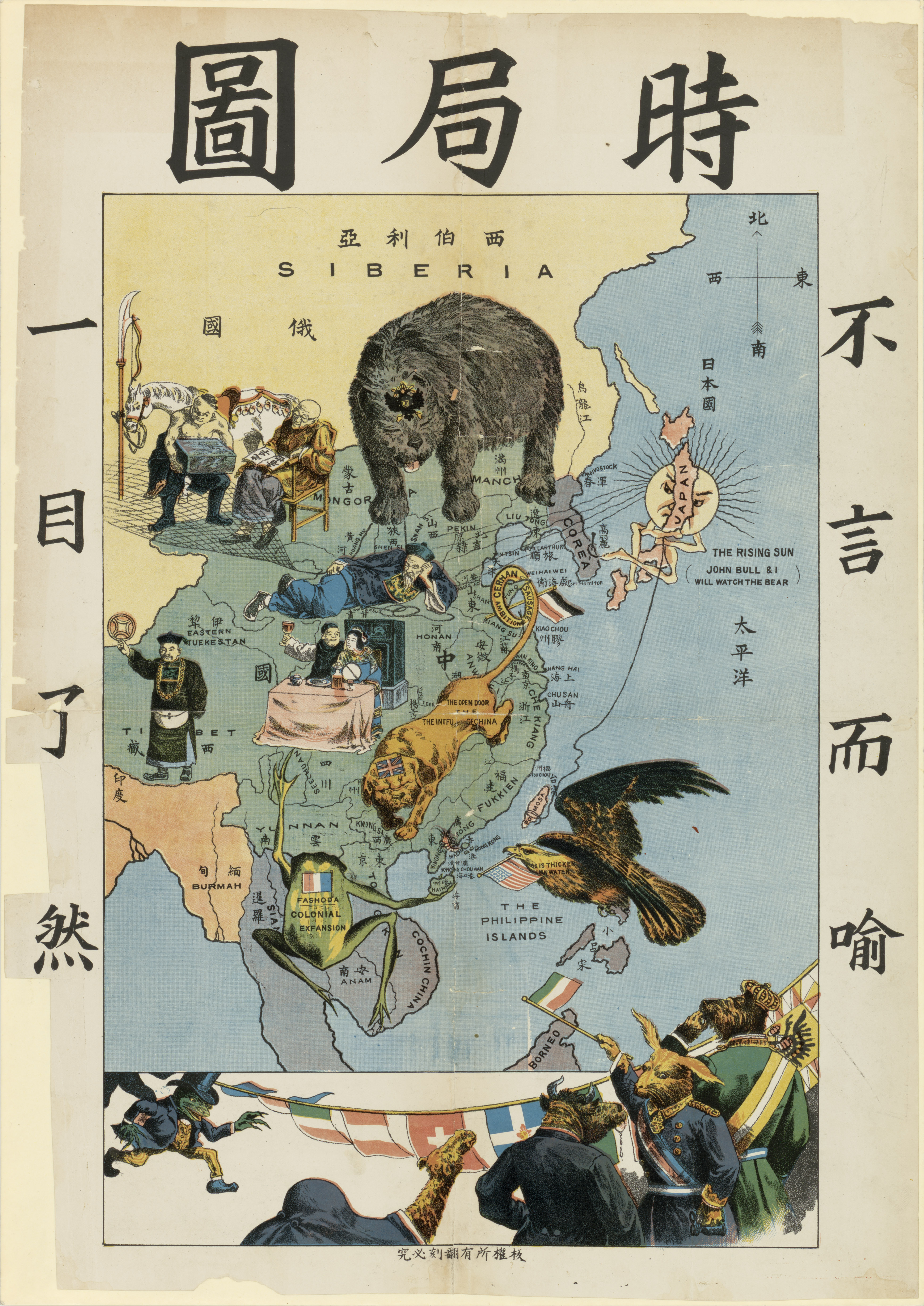
نقاشی چینی از شرق دور ، ۱۹۰۵. خرس برای روسیه که از شمال حمله می‌کند ، بولداگ برای انگلستان در جنوب چین ، قورباغه برای فرانسه در جنوب شرقی آسیا و عقاب آمریکایی برای ایالات متحده که از فیلیپین نزدیک می‌شوند.
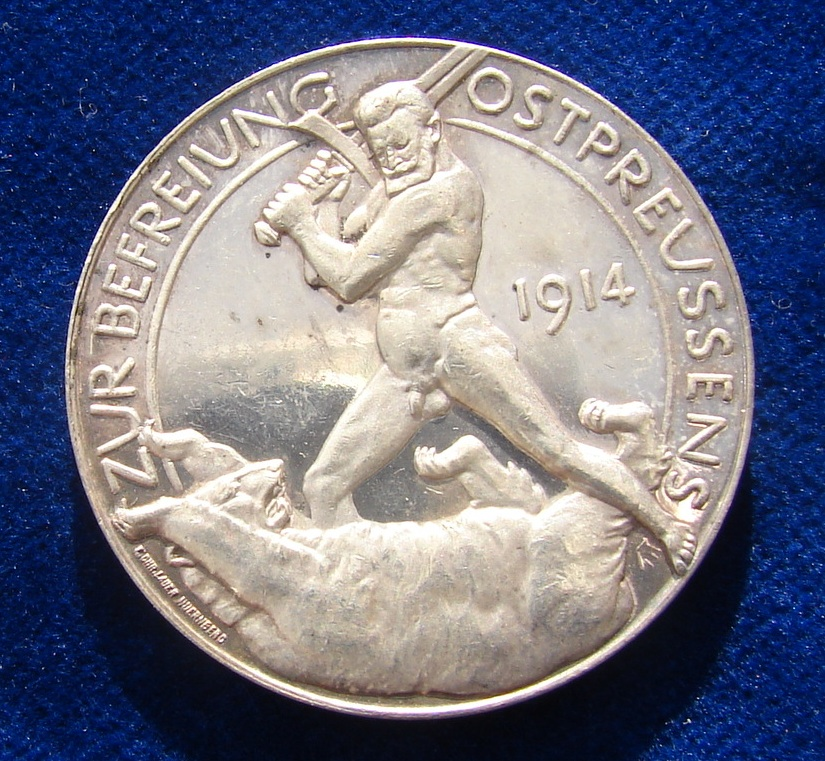
وارونه یک آزاد سازی نشان نقره آلمانی جنگ جهانی اول از شرق پروس ۱۹۱۴ اثر پاول فون هیندنبورگ . با اشاره به نبرد تاننبرگ . فرمانده برهنه هیندنبورگ با شمشیر خود با خرس روسی می‌جنگد.